# 2022/2023 ISUグランプリシリーズ
2022–2023 ISUグランプリシリーズ（英語: 2022/2023 ISU Grand Prix of Figure Skating）は、2022年にアメリカ、カナダ、フランス、イギリス、日本、フィンランドで開催される一連のフィギュアスケート競技大会の総称。

## 概要
2022-2023シーズンのISUグランプリシリーズ。アメリカ、カナダ、フランス、イギリス、日本、フィンランド各国開催の6大会、及び決勝大会であるISUグランプリファイナルで構成される。国際スケート連盟が企画し、各国のフィギュアスケート競技統括団体が運営に当たる。前シーズンの国際競技会成績などにより選抜された選手が出場し、男女シングル、ペア、アイスダンス競技が行われる。
第4戦に予定されていた中国杯が中国国内の新型コロナウイルス(SARS-CoV-2)の感染再拡大を理由に中止となったことにより、イギリス・シェフィールドでの代替地開催となり
、第6戦に予定されていたロステレコム杯が、ロシアのウクライナへの軍事侵攻に伴う措置により除外となったことにより、フィンランド・エスポーでの代替地開催となった。

## 大会日程
| 大会名                                    | 開催都市                                       | 日程                |
| ----------------------------------------- | ---------------------------------------------- | ------------------- |
| 2022年スケートアメリカ                    | ノーウッド（ボストンスケートクラブ）           | 2022年10月21日-23日 |
| 2022年スケートカナダ                      | ミシサガ（パラマウントファインフーズセンター） | 2022年10月28日-30日 |
| 2022年フランスグランプリ                  | アンジェ（アイスパルク）                       | 2022年11月4日-6日   |
| 2022年MKジョン・ウィルソン杯              | シェフィールド（アイスシェフィールド）         | 2022年11月11日-13日 |
| 2022年NHK杯国際フィギュアスケート競技大会 | 札幌（真駒内セキスイハイムアイスアリーナ）     | 2022年11月18日-20日 |
| 2022年エスポーグランプリ                  | エスポー（エスポーメトロアリーナ）             | 2022年11月25日-27日 |
| 2022/2023 ISUグランプリファイナル         | トリノ（パラベラアリーナ）                     | 2022年12月8日-11日  |

グランプリファイナルは、ISUジュニアグランプリファイナルと同時開催される。

## 出場資格

### シリーズ出場資格
スケートアメリカ、スケートカナダ、フランスグランプリ、MKジョン・ウィルソン杯、NHK杯国際フィギュアスケート競技大会、エスポーグランプリの6大会については、前年度の世界選手権の上位者、ISU世界ランキングやシーズンベストスコアの上位選手などが出場資格を獲得する。
出場のためのミニマムスコアが設定されており、2022年世界選手権の優勝者の3/5のスコア、もしくは設定された最低技術点のどちらかをクリアしている必要がある。
| カテゴリー   | スコア |
| 女子         | 141.65 |
| 男子         | 187.49 |
| ペア         | 132.65 |
| アイスダンス | 137.89 |
| ------------ | ------ |

### ファイナル出場資格
スケートアメリカからエスポーグランプリまでの6試合の順位に応じて選手に得点が与えられ、合計得点上位6選手（組）が決勝大会であるISUグランプリファイナルの出場資格を得る。複数の選手（組）が同点で並んだ場合は最高順位の高い選手（組）が、さらに最高順位も同じだった場合はスコア合計の高い選手（組）が出場資格を得る。上位6選手（組）の中に辞退者が出た場合は獲得ポイント7位以下の選手（組）が繰り上がる。
各大会の順位に応じて与えられる得点は以下のとおり。
| 順位 | 男女シングル | ペア アイスダンス |
| ---- | ------------ | ----------------- |
| 1位  | 15点         | 15点              |
| 2位  | 13点         | 13点              |
| 3位  | 11点         | 11点              |
| 4位  | 9点          | 9点               |
| 5位  | 7点          | 7点               |
| 6位  | 5点          | 5点               |
| 7位  | 4点          | -                 |
| 8位  | 3点          | -                 |

## エントリー

### 男子シングル
| 選手                           | エントリー             | エントリー             |
| 2大会にエントリー              | 2大会にエントリー      | 2大会にエントリー      |
| ------------------------------ | ---------------------- | ---------------------- |
| ウェズリー・チウ               | スケートアメリカ       | フランスグランプリ     |
| スティーブン・ゴゴレフ         | スケートカナダ         | NHK杯                  |
| キーガン・メッシング           | スケートカナダ         | エスポーグランプリ     |
| ローマン・サドフスキー         | スケートアメリカ       | MKジョン・ウィルソン杯 |
| コンラッド・オーゼル           | スケートカナダ         | NHK杯                  |
| ミハイル・セレフコ             | スケートアメリカ       | フランスグランプリ     |
| アレキサンドル・セレフコ       | スケートカナダ         | エスポーグランプリ     |
| アダム・シャオ・イム・ファ     | フランスグランプリ     | NHK杯                  |
| ニカ・エガーゼ                 | フランスグランプリ     | NHK杯                  |
| モリス・クヴィテラシヴィリ     | MKジョン・ウィルソン杯 | エスポーグランプリ     |
| ダニエル・グラスル             | スケートアメリカ       | MKジョン・ウィルソン杯 |
| マッテオ・リッツォ             | スケートアメリカ       | NHK杯                  |
| 佐藤駿                         | MKジョン・ウィルソン杯 | エスポーグランプリ     |
| 友野一希                       | フランスグランプリ     | NHK杯                  |
| 壷井達也                       | MKジョン・ウィルソン杯 | エスポーグランプリ     |
| 宇野昌磨                       | スケートカナダ         | NHK杯                  |
| 山本草太                       | フランスグランプリ     | NHK杯                  |
| 三宅星南                       | スケートアメリカ       | フランスグランプリ     |
| 三浦佳生                       | スケートアメリカ       | スケートカナダ         |
| 島田高志郎                     | スケートアメリカ       | MKジョン・ウィルソン杯 |
| デニス・ヴァシリエフス         | スケートカナダ         | MKジョン・ウィルソン杯 |
| チャ・ジュンファン             | スケートアメリカ       | NHK杯                  |
| ルーカス・ブリッチギー         | スケートカナダ         | フランスグランプリ     |
| ジミー・マ                     | スケートカナダ         | MKジョン・ウィルソン杯 |
| イリア・マリニン               | スケートアメリカ       | エスポーグランプリ     |
| カムデン・プルキネン           | スケートカナダ         | エスポーグランプリ     |
| 樋渡知樹                       | NHK杯                  | MKジョン・ウィルソン杯 |
| 1大会にエントリー              |                        |                        |
| マウリツィオ・ザンドロン       | NHK杯                  | NHK杯                  |
| コーリー・サーセリ             | MKジョン・ウィルソン杯 | MKジョン・ウィルソン杯 |
| アルレット・レヴァンディ       | エスポーグランプリ     | エスポーグランプリ     |
| ヴァルター・ヴィルタネン       | エスポーグランプリ     | エスポーグランプリ     |
| ケヴィン・エイモズ             | フランスグランプリ     | グランプリエスポー     |
| リュック・エコノミド           | フランスグランプリ     | フランスグランプリ     |
| ランドリー・ル・メイ           | フランスグランプリ     | フランスグランプリ     |
| エドワード・アップルビー       | MKジョン・ウィルソン杯 | MKジョン・ウィルソン杯 |
| グラハム・ニューベリー         | MKジョン・ウィルソン杯 | MKジョン・ウィルソン杯 |
| ガブリエレ・フランジパニ       | NHK杯                  | NHK杯                  |
| 本田ルーカス剛史               | エスポーグランプリ     | エスポーグランプリ     |
| ドノバン・カリージョ           | スケートアメリカ       | スケートアメリカ       |
| イ・シヒョン                   | フランスグランプリ     | フランスグランプリ     |
| ニコライ・マヨロフ             | エスポーグランプリ     | エスポーグランプリ     |
| イヴァン・シュムラトコ         | フランスグランプリ     | フランスグランプリ     |
| リアム・カペイキス             | スケートアメリカ       | スケートアメリカ       |
| ディン・トラン                 | スケートアメリカ       | スケートアメリカ       |
| 欠場/棄権                      |                        |                        |
| ブレンダン・ケリー             | スケートアメリカ       | スケートアメリカ       |
| ウラジーミル・リトヴィンツェフ | MKジョン・ウィルソン杯 | MKジョン・ウィルソン杯 |
| ゲオルギー・レシュテンコ       | フランスグランプリ     | フランスグランプリ     |
| 鍵山優真                       | スケートアメリカ       | フランスグランプリ     |
| エリック・ショーバーグ         | スケートアメリカ       | スケートアメリカ       |
| 金博洋                         | スケートカナダ         | NHK杯                  |
| ミハイル・シャイドロフ         | フランスグランプリ     | エスポーグランプリ     |

### 女子シングル
| 選手                         | エントリー             | エントリー             |
| 2大会にエントリー            | 2大会にエントリー      | 2大会にエントリー      |
| ---------------------------- | ---------------------- | ---------------------- |
| オルガ・ミクティナ           | フランスグランプリ     | NHK杯                  |
| エリスカ・ブレジノワ         | スケートアメリカ       | スケートカナダ         |
| ルナ・ヘンドリックス         | フランスグランプリ     | エスポーグランプリ     |
| ガブリエル・デールマン       | スケートカナダ         | MKジョン・ウィルソン杯 |
| マデリン・シザース           | スケートカナダ         | エスポーグランプリ     |
| ニーナ・ペトロキナ           | スケートカナダ         | NHK杯                  |
| アナスタシヤ・グバノワ       | MKジョン・ウィルソン杯 | エスポーグランプリ     |
| ニコル・ショット             | スケートアメリカ       | MKジョン・ウィルソン杯 |
| 河辺愛菜                     | フランスグランプリ     | エスポーグランプリ     |
| 紀平梨花                     | スケートカナダ         | エスポーグランプリ     |
| 松生理乃                     | スケートアメリカ       | フランスグランプリ     |
| 三原舞依                     | MKジョン・ウィルソン杯 | エスポーグランプリ     |
| 坂本花織                     | スケートアメリカ       | NHK杯                  |
| 住吉りをん                   | フランスグランプリ     | NHK杯                  |
| 渡辺倫果                     | スケートカナダ         | NHK杯                  |
| リンジー・ヴァン・ズンデルト | スケートカナダ         | フランスグランプリ     |
| エカテリーナ・クラコワ       | スケートアメリカ       | MKジョン・ウィルソン杯 |
| キム・イェリム               | フランスグランプリ     | NHK杯                  |
| イ・ヘイン                   | スケートアメリカ       | フランスグランプリ     |
| ユ・ヨン                     | スケートカナダ         | MKジョン・ウィルソン杯 |
| アンバー・グレン             | スケートアメリカ       | NHK杯                  |
| イザボー・レヴィト           | スケートアメリカ       | MKジョン・ウィルソン杯 |
| オードリー・シン             | フランスグランプリ     | NHK杯                  |
| ブレイディ・テネル           | MKジョン・ウィルソン杯 | エスポーグランプリ     |
| リンゼイ・ソーングレン       | スケートカナダ         | エスポーグランプリ     |
| スター・アンドリュース       | スケートカナダ         | NHK杯                  |
| 1大会にエントリー            |                        |                        |
| マリレナ・キトロミリス       | スケートアメリカ       | スケートアメリカ       |
| エバロッタ・キーバス         | エスポーグランプリ     | エスポーグランプリ     |
| リネア・シーダー             | エスポーグランプリ     | エスポーグランプリ     |
| イェニー・サーリネン         | エスポーグランプリ     | エスポーグランプリ     |
| ヤナ・ユルキネン             | エスポーグランプリ     | エスポーグランプリ     |
| マエ＝ベレニス・メイテ       | フランスグランプリ     | フランスグランプリ     |
| マイア・マザッラ             | フランスグランプリ     | フランスグランプリ     |
| リー・セルナ                 | フランスグランプリ     | フランスグランプリ     |
| ナターシャ・マッケイ         | MKジョン・ウィルソン杯 | MKジョン・ウィルソン杯 |
| 横井ゆは菜                   | スケートカナダ         | スケートカナダ         |
| ユリア・ザウター             | MKジョン・ウィルソン杯 | MKジョン・ウィルソン杯 |
| ジ・ソヨン                   | NHK杯                  | NHK杯                  |
| パク・ヨンジョン             | スケートアメリカ       | スケートアメリカ       |
| ウィ・ソヨン                 | NHK杯                  | NHK杯                  |
| ユン・アソン                 | スケートアメリカ       | スケートアメリカ       |
| アレクシア・パガニーニ       | MKジョン・ウィルソン杯 | MKジョン・ウィルソン杯 |
| ガブリエラ・イッツォ         | MKジョン・ウィルソン杯 | MKジョン・ウィルソン杯 |
| アヴァ・マリー・ジーグラー   | スケートカナダ         | スケートカナダ         |
| 欠場/棄権                    |                        |                        |
| イム・ウンス                 | スケートカナダ         | スケートカナダ         |
| エカテリーナ・リャボワ       | スケートカナダ         | NHK杯                  |
| ニーナ・ピンザローネ         | スケートカナダ         | MKジョン・ウィルソン杯 |
| 樋口新葉                     | スケートカナダ         | NHK杯                  |
| アリソン・シューマッハ       | スケートカナダ         | スケートカナダ         |
| 朱易                         | スケートアメリカ       | スケートアメリカ       |
| ケイト・ワン                 | スケートカナダ         | スケートカナダ         |
| エミー・ペルトネン           | エスポーグランプリ     | エスポーグランプリ     |

### ペア
| 選手                                                          | エントリー             | エントリー             |
| 2大会にエントリー                                             | 2大会にエントリー      | 2大会にエントリー      |
| ------------------------------------------------------------- | ---------------------- | ---------------------- |
| ケリー・アン・ローリン and ルーカス・エティエ                 | スケートアメリカ       | スケートカナダ         |
| ブルック・マッキントッシュ and ベンジャミン・ミマール         | スケートカナダ         | NHK杯                  |
| ディアナ・ステラート・デュデク and マキシム・デシャン         | スケートアメリカ       | フランスグランプリ     |
| カミーユ・コヴァレフ and パヴェル・コヴァレフ                 | フランスグランプリ     | NHK杯                  |
| アナスタシア・メテルキナ and ダニール・パークマン             | MKジョン・ウィルソン杯 | エスポーグランプリ     |
| アリサ・エフィモワ and ルーベン・ブロマールト                 | スケートカナダ         | エスポーグランプリ     |
| レティシア・ロッシャー and ルイス・シュスター                 | スケートアメリカ       | MKジョン・ウィルソン杯 |
| イマ・カルダラ and リカルド・マーリオ                         | MKジョン・ウィルソン杯 | NHK杯                  |
| サラ・コンティ and ニッコロ・マチー                           | スケートカナダ         | MKジョン・ウィルソン杯 |
| レベッカ・ギラルディ and フィリッポ・アンブロジーニ           | フランスグランプリ     | エスポーグランプリ     |
| アンナ・バレシ and マヌエル・ピアッザ                         | スケートアメリカ       | エスポーグランプリ     |
| 三浦璃来 and 木原龍一                                         | スケートカナダ         | NHK杯                  |
| ダリア・ダニロワ and ミシェル・シーバ                         | NHK杯                  | エスポーグランプリ     |
| グレタ・クラフォード and ジョン・クラフォード                 | スケートアメリカ       | エスポーグランプリ     |
| エミリー・チェン and スペンサー・アキラ・ハウ                 | スケートカナダ         | NHK杯                  |
| アレクサ・クニエリム and ブランドン・フレイジャー             | スケートアメリカ       | MKジョン・ウィルソン杯 |
| マリア・モホワ and イヴァン・モホフ                           | スケートアメリカ       | フランスグランプリ     |
| ヴァレンティーナ・プラザ and マキシミリアーノ・フェルナンデス | スケートアメリカ       | スケートカナダ         |
| 1大会にエントリー                                             |                        |                        |
| エリザベタ・ジュコバ and マルティン・ビダジュ                 | スケートカナダ         | NHK杯                  |
| オレリー・フォーラ and テオ・ベル                             | フランスグランプリ     | フランスグランプリ     |
| オセアン・ピエガド and デニス・ストレカリン                   | フランスグランプリ     | フランスグランプリ     |
| アナスタシア・ヴァイパン=ロー and ルーク・ディグビー          | MKジョン・ウィルソン杯 | MKジョン・ウィルソン杯 |
| アニカ・ホッケ and ロベルト・クンケル                         | フランスグランプリ     | NHK杯                  |
| カリーナ・サフィナ and ルカ・ベルラワ                         | フランスグランプリ     | エスポーグランプ       |
| ニカ・オシポワ and ドミトリー・エプスタイン                   | エスポーグランプリ     | エスポーグランプリ     |
| ケイティ・マクバース and ネイサン・バーソロメイ               | スケートカナダ         | MKジョン・ウィルソン杯 |
| アナスタシア・スミルノワ and ダニーロ・シアニツィア           | スケートアメリカ       | エスポーグランプリ     |
| 欠場/棄権                                                     |                        |                        |
| アナスタシア・ゴルベーバ and ヘクトル・ジオトプロス・ムーア   | スケートアメリカ       | エスポーグランプリ     |
| マリア・チェルニショワ and ハーレー・ウィンザー               | NHK杯                  | NHK杯                  |
| エヴリン・ウォルシュ and トレント・ミショー                   | スケートカナダ         | MKジョン・ウィルソン杯 |
| ロリー=アン・マット and ティエリー・ファーランド              | MKジョン・ウィルソン杯 | エスポーグランプリ     |
| 彭程 and 金楊                                                 | フランスグランプリ     | エスポーグランプリ     |
| ソフィア・ホリチェンコ and アルテム・ダレンスキー             | スケートアメリカ       | エスポーグランプリ     |

### アイスダンス
| 選手                                                                      | エントリー             | エントリー             |
| 2大会にエントリー                                                         | 2大会にエントリー      | 2大会にエントリー      |
| ------------------------------------------------------------------------- | ---------------------- | ---------------------- |
| ホーリー・ハリス and ジェイソン・チャン                                   | スケートアメリカ       | スケートカナダ         |
| ロランス・フルニエ・ボードリー and ニゴライ・サアアンスン                 | フランスグランプリ     | NHK杯                  |
| パイパー・ギレス and ポール・ポワリエ                                     | スケートカナダ         | エスポーグランプリ     |
| マージョリー・ラジョワ and ザカリー・ラガ                                 | スケートカナダ         | MKジョン・ウィルソン杯 |
| キャロラーヌ・ソシース and シェーン・フィルス                             | スケートアメリカ       | エスポーグランプリ     |
| マリー＝ジャード・ローリオ and ロマン・ルギャック                         | スケートアメリカ       | スケートカナダ         |
| 王詩玥 and 柳鑫宇                                                         | NHK杯                  | エスポーグランプリ     |
| ナタリー・タシュレロヴァ and フィリップ・タシュラー                       | MKジョン・ウィルソン杯 | エスポーグランプリ     |
| 折原裕香 and ユーホー・ピリネン                                           | NHK杯                  | エスポーグランプリ     |
| ユーリア・トゥルッキラ and マティアス・ヴェルスルイス                     | フランスグランプリ     | エスポーグランプリ     |
| ロイシア・ドゥムジョ and テオ・ル・メルシエ                               | スケートアメリカ       | フランスグランプリ     |
| エフゲニア・ロパレバ and ジェフリー・ブリソー                             | フランスグランプリ     | NHK杯                  |
| マリア・カザコワ and ゲオルギー・レヴィア                                 | フランスグランプリ     | MKジョン・ウィルソン杯 |
| ライラ・フィアー and ルイス・ギブソン                                     | スケートカナダ         | MKジョン・ウィルソン杯 |
| シャルレーヌ・ギニャール and マルコ・ファッブリ                           | フランスグランプリ     | MKジョン・ウィルソン杯 |
| 小松原美里 and ティム・コレト                                             | スケートカナダ         | NHK杯                  |
| 村元哉中 and 髙橋大輔                                                     | スケートアメリカ       | NHK杯                  |
| マリア・ホルブツォワ and キリル・ビエロブロフ                             | スケートアメリカ       | MKジョン・ウィルソン杯 |
| クリスティーナ・カレイラ and アンソニー・ポノマレンコ                     | MKジョン・ウィルソン杯 | エスポーグランプリ     |
| マディソン・チョック and エヴァン・ベイツ                                 | スケートアメリカ       | NHK杯                  |
| ウーナ・ブラウン and ゲージ・ブラウン                                     | MKジョン・ウィルソン杯 | エスポーグランプリ     |
| キャロライン・グリーン and マイケル・パーソンズ                           | スケートカナダ         | NHK杯                  |
| ケイトリン・ホワイエク and ジャン＝リュック・ベイカー                     | スケートアメリカ       | エスポーグランプリ     |
| カタリナ・ウォルフコスティン and ジェフリー・チェン                       | フランスグランプリ     | NHK杯                  |
| 1大会にエントリー                                                         |                        |                        |
| アリシア・ファブリ and ポール・エアー                                     | MKジョン・ウィルソン杯 | MKジョン・ウィルソン杯 |
| モリー・ラナガン and ドミトリー・ラザグリアエフ                           | フランスグランプリ     | フランスグランプリ     |
| ヘイリー・セールス and ニコラス・ワムスティーカー                         | MKジョン・ウィルソン杯 | MKジョン・ウィルソン杯 |
| マリー・デュパヤージュ and トーマス・ナバイス                             | フランスグランプリ     | フランスグランプリ     |
| ナターシャ・ラグージュ and アルナウド・カッファ                           | エスポーグランプリ     | エスポーグランプリ     |
| ジェニファー・ジャンス・ヴァン・レンズバーグ and ベンジャミン・ステファン | スケートアメリカ       | スケートアメリカ       |
| マリア・ノソヴィツカヤ and ミハイル・ノソヴィツキー                       | スケートカナダ         | スケートカナダ         |
| アリソン・リード and サウリウス・アンブルレヴィチウス                     | スケートアメリカ       | NHK杯                  |
| エミリー・ブラッティ and イアン・サマーヴィル                             | スケートカナダ         | スケートカナダ         |
| モリー・セサネック and イェホル・イェホロフ                               | スケートカナダ         | スケートカナダ         |
| ロレイン・マクナマラ and アントン・スピリドノフ                           | スケートアメリカ       | スケートアメリカ       |
| エヴァ・パテ and ローガン・バイ                                           | フランスグランプリ     | フランスグランプリ     |
| 欠場/棄権                                                                 |                        |                        |
| アレクサンドラ・ナザロワ and マキシム・ニキーチン                         | スケートアメリカ       | フランスグランプリ     |
| ミク・マキタ and タイラー・グナラ                                         | スケートカナダ         | スケートカナダ         |

## 賞金
各大会での成績に応じ、以下の賞金が与えられる。
| 順位 | ファイナル以外の各大会 | ファイナル   |
| ---- | ---------------------- | ------------ |
| 1位  | 18,000米ドル           | 25,000米ドル |
| 2位  | 13,000米ドル           | 18,000米ドル |
| 3位  | 9,000米ドル            | 12,000米ドル |
| 4位  | 3,000米ドル            | 6,000米ドル  |
| 5位  | 2,000米ドル            | 4,000米ドル  |
| 6位  | -                      | 3,000米ドル  |

## 競技結果

### シリーズ成績

#### 男子シングル
| 順位               | 名前                       | 大会ごとの得点 | 大会ごとの得点 | 大会ごとの得点 | 大会ごとの得点 | 大会ごとの得点 | 大会ごとの得点 | 得点 合計 | 最高 順位 | スコア 合計 |
| 順位               | 名前                       | USA            | CAN            | FRA            | GBR            | JPN            | FIN            | 得点 合計 | 最高 順位 | スコア 合計 |
| ------------------ | -------------------------- | -------------- | -------------- | -------------- | -------------- | -------------- | -------------- | --------- | --------- | ----------- |
| 1                  | イリア・マリニン           | 15             |                |                |                |                | 15             | 30        | 1         | 558.76      |
| 2                  | 宇野昌磨                   |                | 15             |                |                | 15             |                | 30        | 1         | 552.91      |
| 3                  | 三浦佳生                   | 13             | 13             |                |                |                |                | 26        | 2         | 538.48      |
| 4                  | 山本草太                   |                |                | 13             |                | 13             |                | 26        | 2         | 515.75      |
| 5                  | ダニエル・グラスル         | 9              |                |                | 15             |                |                | 24        | 1         | 522.03      |
| 6                  | 佐藤駿                     |                |                |                | 11             |                | 13             | 24        | 2         | 511.24      |
| ファイナル進出確定 |                            |                |                |                |                |                |                |           |           |             |
| 7                  | アダム・シャオ・イム・ファ |                |                | 15             |                | 7              |                | 22        | 1         | 519.43      |
| 8                  | チャ・ジュンファン         | 11             |                |                |                | 11             |                | 22        | 3         | 518.81      |
| 9                  | 友野一希                   |                |                | 11             |                | 9              |                | 20        | 3         | 500.60      |
| 以上補欠           |                            |                |                |                |                |                |                |           |           |             |
| 以下省略           |                            |                |                |                |                |                |                |           |           |             |

#### 女子シングル
| 順位               | 名前                 | 大会ごとの得点 | 大会ごとの得点 | 大会ごとの得点 | 大会ごとの得点 | 大会ごとの得点 | 大会ごとの得点 | 得点 合計 | 最高 順位 | スコア 合計 |
| 順位               | 名前                 | USA            | CAN            | FRA            | GBR            | JPN            | FIN            | 得点 合計 | 最高 順位 | スコア 合計 |
| ------------------ | -------------------- | -------------- | -------------- | -------------- | -------------- | -------------- | -------------- | --------- | --------- | ----------- |
| 1                  | 三原舞依             |                |                |                | 15             |                | 15             | 30        | 1         | 421.57      |
| 2                  | ルナ・ヘンドリックス |                |                | 15             |                |                | 13             | 28        | 1         | 420.25      |
| 3                  | 坂本花織             | 15             |                |                |                | 13             |                | 28        | 1         | 419.48      |
| 4                  | キム・イェリム       |                |                | 13             |                | 15             |                | 28        | 1         | 399.25      |
| 5                  | イザボー・レヴィト   | 13             |                |                | 13             |                |                | 26        | 2         | 422.40      |
| 6                  | 渡辺倫果             |                | 15             |                |                | 7              |                | 22        | 1         | 385.66      |
| ファイナル進出確定 |                      |                |                |                |                |                |                |           |           |             |
| 7                  | 住吉りをん           |                |                | 11             |                | 11             |                | 22        | 3         | 385.66      |
| 8                  | ユ・ヨン             |                | 11             |                | 9              |                |                | 20        | 3         | 381.51      |
| 9                  | イ・ヘイン           | 9              |                | 9              |                |                |                | 18        | 4         | 372.99      |
| 以上補欠           |                      |                |                |                |                |                |                |           |           |             |
| 以下省略           |                      |                |                |                |                |                |                |           |           |             |

#### ペア
| 順位               | 名前                                                  | 大会ごとの得点 | 大会ごとの得点 | 大会ごとの得点 | 大会ごとの得点 | 大会ごとの得点 | 大会ごとの得点 | 得点 合計 | 最高 順位 | スコア 合計 |
| 順位               | 名前                                                  | USA            | CAN            | FRA            | GBR            | JPN            | FIN            | 得点 合計 | 最高 順位 | スコア 合計 |
| ------------------ | ----------------------------------------------------- | -------------- | -------------- | -------------- | -------------- | -------------- | -------------- | --------- | --------- | ----------- |
| 1                  | 三浦璃来 and 木原龍一                                 |                | 15             |                |                | 15             |                | 30        | 1         | 428.18      |
| 2                  | アレクサ・クニエリム and ブランドン・フレイジャー     | 15             |                |                | 15             |                |                | 30        | 1         | 407.24      |
| 3                  | ディアナ・ステラート・デュデク and マキシム・デシャン | 13             |                | 15             |                |                |                | 28        | 1         | 383.73      |
| 4                  | エミリー・チェン and スペンサー・アキラ・ハウ         |                | 13             |                |                | 13             |                | 26        | 2         | 373.97      |
| 5                  | レベッカ・ギラルディ and フィリッポ・アンブロジーニ   |                |                | 9              |                |                | 15             | 24        | 1         | 364.46      |
| 6                  | サラ・コンティ and ニッコロ・マチー                   |                | 11             |                | 13             |                |                | 24        | 2         | 370.37      |
| ファイナル進出確定 |                                                       |                |                |                |                |                |                |           |           |             |
| 7                  | カミーユ・コヴァレフ and パヴェル・コヴァレフ         |                | 13             |                |                | 7              |                | 20        | 2         | 341.86      |
| 8                  | ブルック・マッキントッシュ and ベンジャミン・ミマール |                | 9              |                |                | 11             |                | 20        | 3         | 351.14      |
| 9                  | アナスタシア・メテルキナ and ダニール・パークマン     |                |                |                | 9              |                | 11             | 20        | 3         | 332.16      |
| 以上補欠           |                                                       |                |                |                |                |                |                |           |           |             |
| 以下省略           |                                                       |                |                |                |                |                |                |           |           |             |

#### アイスダンス
| 順位               | 名前                                                      | 大会ごとの得点 | 大会ごとの得点 | 大会ごとの得点 | 大会ごとの得点 | 大会ごとの得点 | 大会ごとの得点 | 得点 合計 | 最高 順位 | スコア 合計 |
| 順位               | 名前                                                      | USA            | CAN            | FRA            | GBR            | JPN            | FIN            | 得点 合計 | 最高 順位 | スコア 合計 |
| ------------------ | --------------------------------------------------------- | -------------- | -------------- | -------------- | -------------- | -------------- | -------------- | --------- | --------- | ----------- |
| 1                  | パイパー・ギレス and ポール・ポワリエ                     |                | 15             |                |                |                | 15             | 30        | 1         | 435.19      |
| 2                  | シャルレーヌ・ギニャール and マルコ・ファッブリ           |                |                | 15             | 15             |                |                | 30        | 1         | 421.69      |
| 3                  | ロランス・フルニエ・ボードリー and ニゴライ・サアアンスン |                |                | 13             |                | 15             |                | 28        | 1         | 412.34      |
| 4                  | マディソン・チョック and エヴァン・ベイツ                 | 15             |                |                |                | 13             |                | 28        | 1         | 411.93      |
| 5                  | ライラ・フィアー and ルイス・ギブソン                     |                | 13             |                | 13             |                |                | 26        | 2         | 414.74      |
| 6                  | ケイトリン・ホワイエク and ジャン＝リュック・ベイカー     | 13             |                |                |                |                | 13             | 26        | 2         | 404.53      |
| ファイナル進出確定 |                                                           |                |                |                |                |                |                |           |           |             |
| 7                  | マージョリー・ラジョワ and ザカリー・ラガ                 |                | 11             |                | 11             |                |                | 22        | 3         | 394.44      |
| 8                  | キャロライン・グリーン and マイケル・パーソンズ           |                | 9              |                |                | 11             |                | 20        | 3         | 385.29      |
| 9                  | エフゲニア・ロパレバ and ジェフリー・ブリソー             |                |                | 11             |                | 7              |                | 18        | 3         | 371.78      |
| 以上補欠           |                                                           |                |                |                |                |                |                |           |           |             |
| 以下省略           |                                                           |                |                |                |                |                |                |           |           |             |

### 各大会成績

#### 男子シングル
| 大会名                 | 金                         | 銀                     | 銅                 |
| ---------------------- | -------------------------- | ---------------------- | ------------------ |
| スケートアメリカ       | イリア・マリニン           | 三浦佳生               | チャ・ジュンファン |
| スケートカナダ         | 宇野昌磨                   | 三浦佳生               | マッテオ・リッツォ |
| フランスグランプリ     | アダム・シャオ・イム・ファ | 山本草太               | 友野一希           |
| MKジョン・ウィルソン杯 | ダニエル・グラスル         | デニス・ヴァシリエフス | 佐藤駿             |
| NHK杯                  | 宇野昌磨                   | 山本草太               | チャ・ジュンファン |
| エスポーグランプリ     | イリア・マリニン           | 佐藤駿                 | ケヴィン・エイモズ |
| GPファイナル           | 宇野昌磨                   | 山本草太               | イリア・マリニン   |

#### 女子シングル
| 大会名                 | 金                   | 銀                     | 銅                     |
| ---------------------- | -------------------- | ---------------------- | ---------------------- |
| スケートアメリカ       | 坂本花織             | イザボー・レヴィト     | アンバー・グレン       |
| スケートカナダ         | 渡辺倫果             | スター・アンドリュース | ユ・ヨン               |
| フランスグランプリ     | ルナ・ヘンドリックス | キム・イェリム         | 住吉りをん             |
| MKジョン・ウィルソン杯 | 三原舞依             | イザボー・レヴィト     | アナスタシヤ・グバノワ |
| NHK杯                  | キム・イェリム       | 坂本花織               | 住吉りをん             |
| エスポーグランプリ     | 三原舞依             | ルナ・ヘンドリックス   | 河辺愛菜               |
| GPファイナル           | 三原舞依             | イザボー・レヴィト     | ルナ・ヘンドリックス   |

#### ペア
| 大会名                 | 金                                                    | 銀                                                    | 銅                                                    |
| ---------------------- | ----------------------------------------------------- | ----------------------------------------------------- | ----------------------------------------------------- |
| スケートアメリカ       | アレクサ・クニエリム and ブランドン・フレイジャー     | ディアナ・ステラート・デュデク and マキシム・デシャン | ケリー・アン・ローリン and ルーカス・エティエ         |
| スケートカナダ         | 三浦璃来 and 木原龍一                                 | エミリー・チェン and スペンサー・アキラ・ハウ         | サラ・コンティ and ニッコロ・マチー                   |
| フランスグランプリ     | ディアナ・ステラート・デュデク and マキシム・デシャン | カミーユ・コヴァレフ and パヴェル・コヴァレフ         | アニカ・ホッケ and ロベルト・クンケル                 |
| MKジョン・ウィルソン杯 | アレクサ・クニエリム and ブランドン・フレイジャー     | サラ・コンティ and ニッコロ・マチー                   | レティシア・ロッシャー and ルイス・シュスター         |
| NHK杯                  | 三浦璃来 and 木原龍一                                 | エミリー・チェン and スペンサー・アキラ・ハウ         | ブルック・マッキントッシュ and ベンジャミン・ミマール |
| エスポーグランプリ     | レベッカ・ギラルディ and フィリッポ・アンブロジーニ   | アリサ・エフィモワ and ルーベン・ブロマールト         | アナスタシア・メテルキナ and ダニール・パークマン     |
| GPファイナル           | 三浦璃来 and 木原龍一                                 | アレクサ・クニエリム and ブランドン・フレイジャー     | サラ・コンティ and ニッコロ・マチー                   |

#### アイスダンス
| 大会名                 | 金                                                        | 銀                                                        | 銅                                                    |
| ---------------------- | --------------------------------------------------------- | --------------------------------------------------------- | ----------------------------------------------------- |
| スケートアメリカ       | マディソン・チョック and エヴァン・ベイツ                 | ケイトリン・ホワイエク and ジャン＝リュック・ベイカー     | マリー＝ジャード・ローリオ and ロマン・ルギャック     |
| スケートカナダ         | パイパー・ギレス and ポール・ポワリエ                     | ライラ・フィアー and ルイス・ギブソン                     | マージョリー・ラジョワ and ザカリー・ラガ             |
| フランスグランプリ     | シャルレーヌ・ギニャール and マルコ・ファッブリ           | ロランス・フルニエ・ボードリー and ニゴライ・サアアンスン | エフゲニア・ロパレバ and ジェフリー・ブリソー         |
| MKジョン・ウィルソン杯 | シャルレーヌ・ギニャール and マルコ・ファッブリ           | ライラ・フィアー and ルイス・ギブソン                     | マージョリー・ラジョワ and ザカリー・ラガ             |
| NHK杯                  | ロランス・フルニエ・ボードリー and ニゴライ・サアアンスン | マディソン・チョック and エヴァン・ベイツ                 | キャロライン・グリーン and マイケル・パーソンズ       |
| エスポーグランプリ     | パイパー・ギレス and ポール・ポワリエ                     | ケイトリン・ホワイエク and ジャン＝リュック・ベイカー     | ユーリア・トゥルッキラ and マティアス・ヴェルスルイス |
| GPファイナル           | パイパー・ギレス and ポール・ポワリエ                     | マディソン・チョック and エヴァン・ベイツ                 | シャルレーヌ・ギニャール and マルコ・ファッブリ       |

### シリーズ順位
- 男子シングル
- 女子シングル
- ペア
- アイスダンス

### エントリー
- 男子シングルエントリー
- 女子シングルエントリー
- ペアエントリー
- アイスダンスエントリー